# Cyclophyllum rostellatum
Cyclophyllum rostellatum là một loài thực vật có hoa trong họ Thiến thảo. Loài này được S.T.Reynolds & R.J.F.Hend. mô tả khoa học đầu tiên năm 2001.